# ورزشگاه ثامن‌الائمه
ورزشگاه ثامن‌الائمه نام ورزشگاهی در شهر مشهد است. این ورزشگاه که در ۱۰ کیلومتری جاده مشهد شاندیز قرار دارد، در سال ۱۳۷۳ زمینی به مساحت ۴۰۰ هکتار به آن اختصاص یافت؛ سپس در سال ۱۳۷۵ کلنگ زنی صورت گرفت و در نهایت در سال ۱۳۸۴ و همزمان با میلاد  علی بن موسی الرضا فاز نخست این ورزشگاه بعد از صندلی گذاری ظرفیت ۳۵،۰۰۰ نفر  به دست محسن مهرعلیزاده، معاون رییس‌جمهور وقت به بهره برداری رسید.  دیدار افتتاحیه بین دو تیم ابومسلم و پرسپولیس برگزار شد که در نهایت با برتری ۱ بر صفر ابومسلم به پایان رسید. این ورزشگاه همچنین میزبان مسابقات تیم‌های ملی افغانستان و سوریه بوده که به دلیل  ناامنی کشورشان مسابقات انتخابی جام‌جهانی را در این ورزشگاه برگزار کرده اند. این ورزشگاه، ورزشگاه خانگی تیم ابومسلم و ورزشگاه خانگی پیشین تیم‌های پیام، پدیده و سیاه جامگان بوده است.